# Поречье (Великолукский район)
Поре́чье — деревня в Великолукском районе Псковской области России. Административный центр Пореченской волости.

## География
Расположена на юге района между озёрами Пореченское к северу и Одгаст к югу, в 27 км к югу от райцентра Великие Луки.

## Население
| 2001 | 2002  | 2010  |
| ---- | ----- | ----- |
| 1184 | ↘1129 | ↘1048 |

Численность населения деревни — одного из крупнейших населённых пунктов в районе — по оценке на начало 2001 года составляла 1184 жителя.

## История
Упоминания о Поречье в конце XVII — первой трети XIX в.
Показательна одна невельская история. 8 апреля 1720 г. в унию перешли приходы в Дубянах, Поречье и Комше (современный Великолукский район Псковской области). В ответ православное духовенство, пользуясь поддержкой невельских мещан, райцев, лавников и даже при очевидной поддержке экономов староства и самих князей де Шульбах (в том числе лично княжны Елизаветы Нейбургской-Шульбах), силой отобрало церкви, переосвятило их и установило новые кресты на зданиях, перекрещивало детей, «побияя и угрожая лишить жизни», заставило дубянского настоятеля священника Льва Колачевского оставить унию, а «преподобного Константина Блюдуху комшайского приходского священника мучили, истязали, над его христианской кровью жестоко издеваясь, наконец, совсем уже забыв страх Божий и строгость законов, не взирая и на священнический сан его, решились убить его и утопили в воде» за отказ оставить унию, «поречского приходского священника преподобного о. Жуковского били и мучили так жестоко, что только промыслом Божиим едва он мог спасти жизнь свою из рук ожесточенных». Тяжба митрополита Флориана с православным духовенством и владельцами Невеля продолжалась по крайней мере до 1723 г. Ответчики предпочли не являться в суды, включая королевский трибунальский суд, а прибывшего в Невель окружного судью Витебского воеводства Михаила Казимира Гурко не допустили к следствию вооруженные слуги княжны Нейбургской (которая присутствовала при этом лично).
Село Поречье было известно ещё в XVIII веке. Здесь в 1787 г. проезжала Екатерина II с графом Потемкиным, направляясь из Петербурга в Крым. Не случайно одна из деревень, соседствующих с Поречьем, носит название Екатерингоф. Об этом же факте говорит легенда, о старом названии деревни Урицкое и Урицкого озера, якобы связанного с тем, что Екатерина Великая сделала там остановку.
До 1772 года граница между Россией и польско-литовским государством — Речью Посполитой, проходила совсем рядом - по речке Рубежанке за Ступинской высотой. На протяжении нескольких столетий эти места были ареной жестоких боев и пограничных конфликтов.
Рядом с Поречьем есть захоронения русских воинов 1812 г., предположительно погибших в войне с Наполеоном. По словам нынешнего местного историка С. Г. Петрова архив Поречья находится в г. Витебске республики Беларусь, так как до революции Поречье входило в состав Невельского уезда Витебской губернии.
Из Докладной записки гвардии поручика Отто Иванова сына фон Дуве генерал-губернатору Витебскому, Могилёвскому и Смоленскому Н. Н. Хованскому от… декабря 1831 г. следует, что «местные крестьяне, собрав средства и материалы, начали в 1811 году в погосте Поречье строительство двухпрестольной церкви, однако вторжение неприятеля, воспрепятствовало окончанию его. После войны управляющий имением Иваново по приказу владельца Михельсона забрал у крестьян церковные деньги, а наиболее богатых из них, кроме того, подверг истязанию», а чтобы этот проступок не стал известен, Михельсон обещал Дуве, соседу и будущему прихожанину той же церкви, достроить её «своим коштом». Проступок Михельсона, однако, стал известен и началось следственное дело. Но благодаря всяческим препятствиям со стороны Михельсона, справедливое решение так и не было вынесено. Поэтому в 1817 г. фон Дуве при проезде императора Александра I через Невельский уезд «имел честь объяснить ему положение дел». Но только в 1824 г. после разорения Михельсона-сына было принято решение достроить церковь за счёт денег из доходов его бывшего имения. Епархиальное начальство составило соответствующую смету, но встретились трудности с нахождением подрядчика для строительства. Тогда фон Дуве «собственным старанием» нашёл подрядчика, и в 1830 г. церковь была закончена и освящена. В верхнем этаже имелся придел во имя Покрова Пресвятой Богородицы. После революции храм разрушен. В советское время на месте храма находился книжный магазин.
В 1830 году в селе Поречье Невельского уезда Витебской губернии была построена каменная церковь во имя Святой мученицы Параскевы (Пятницы). Церковь простояла до 1957 года.
XX—XXI века
До революции 1917 года в Поречье также была барская усадьба. Остатки сада и старое здание склада спирта которой сохранялись до 1980-х годов недалеко от Пореченской больницы.
До 1917 г. Поречье состояло из двух деревень — Поречья и Дорожкина, впоследствии слившихся между собой. Владели имением Дорожкино Невельского уезда Витебской губернии потомки этнического немца Отто Ивановича фон Дуве и его жены, урождённой Екатерины фон Бенеке. Отставной полковник и кавалер Отто Иванович Дуве 28.3.1797 получил имение Дорожкино от Императрицы Екатерины II в награду. Родоначальник рода Бенеке фон Дуве — Отто Бенеке фон Дуве родился около 1780 г., евангелическо-лютеранского вероисповедания, из прусских дворян, умер 13 августа 1861 г. в возрасте 81 года в имении Дорожкино Невельского уезда Витебской губернии. Перед смертью Дуве значительную часть земли продал, и поместье перешло поляку Лесовскому. После войны в 1947 г. в барском доме располагалась больница. В 1963 г. здание уничтожили и из материалов построили баню и кухню для больницы. Некогда фамильное имение рода Бенеке фон Дуве, деревня Дорожкино, сейчас является частью деревни Поречье.
Поречье дважды было центром Пореченского района: в 1927—1930 гг. (в составе Великолукского округа Ленинградской области, с 1929 года — Западной области) и в 1945—1959 гг. (в составе Великолукской области, с 1957 года — Псковской области).
Во время Великой Отечественной войны в Поречье проходили ожесточенные бои. Окружающие деревни были под оккупацией, при них действовали партизанские отряды.
В 2 км от центра Поречья находится деревня Ратьково, в которой с 1914 по 1924 год жил легендарный герой Великой Отечественной войны Константин Заслонов. В Пореченской школе он и учился.
В 1980-1990 годах в Поречье работали следующие предприятия и организации:
- Лесничество
- Школа имени К. С. Заслонова
- Больница
- 2 магазина
- Сельмаг
- Книжный
- Библиотека
- Хлебозавод
- 2 памятника — братских могилы
- Кладбище рядом с холмом, на котором стояла церковь, взорванная в начале 20-го века
- Столовая
- Клуб к кинозалом и кружками
- Сельсовет
- Хозяйственный магазин
- Колхоз XVIII партсъезд
- Комиссионный магазин
- Почта
- Детский сад
- Комбинат
- Пилорама

4 мая 2012 года, по благословению Его Высокопреосвященства Высокопреосвященнейшего Евсевия, Митрополита Псковского и Великолукского, благочинный Великолукского округа игумен Савватий (Донченко) совершил молебен в Поречье на начало строительства храма в честь святой великомученицы Параскевы Пятницы. После молебна были начаты подготовительные работы к закладке фундамента нового храма вместо разрушенного.
С 2015 года центр Пореченской волости.

## Народная культура
Документальные материалы по народной традиционной культуре, собранные в результате многолетней экспедиционной работы (1978–1999) в Псковской области представлены в сборнике "Народная традиционная культура Псковской области: Обзор экспедиционных материалов из научных фондов Фольклорно-этнографического центра. В 2 т. Псков: Издательство Областною центра народного творчества, 2002. Автор проекта, составитель, научный редактор: А.М. Мехнецов Архивная копия от 6 января 2017 на Wayback Machine" 
Целью публикации является описание экспедиционных коллекций, а также возможно полное раскрытие содержания и выявление своеобразия местных культурных традиций Псковской земли, восходящих к глубинам истории славянской культуры.